# Diva Faune
Diva Faune est un groupe français d'electropop formé en 2013. Il est révélé au grand public avec Shine on My Way en 2017 (disque d'or) et Get Up en featuring avec Léa Paci (disque de platine - 17 semaines dans le top France) en 2018 qui cumulent 30 millions d'écoutes sur Spotify en 2023[source secondaire nécessaire]. 
Interprétant leurs titres en anglais mais amateurs de collaborations francophones, c'est avec Benoit Poher du groupe Kyo qu'ils présentent le titre Invincible (le champ des possibles) en 2023, annonciateur d'un nouvel album à venir.  

## Histoire
Yogan le Fouler-Barthel (chant, guitare, textes et composition) et Jeremy Benichou (guitare, clavier, voix, arrangements) se sont rencontrés en 2011, mais c'est en 2013 qu'ils créent Diva Faune qui se fait d'abord connaître dans la région lyonnaise. Valentin Franceries (batterie, arrangements) ne les rejoint que plus tard, d'abord en studio puis sur scène. Ils enregistrent leur premier album Dancing with Moonshine en 2019, album qui succède à leur EP Get up!, sorti en 2018 et qui reçoit la certification « disque de platine ». 
En 2022, le groupe est de retour avec le single The Club Will Get You en compagnie d'Emma Hoet, puis You're Gonna Want It Now. Il est la tête d'affiche, avec le duo Synapson, de la tournée Musik Casting en région Auvergne- Rhône Alpes. Le 5 février 2023, leur collaboration avec Benoit Poher, leader du groupe Kyo sur le titre Invincible (le champ des possibles) est présentée en exclusivité au 19.45 de M6 et la semaine du 27 mars c'est tous ensemble qu'ils sont les invités récurrents du Lab d'Europe2. 

## Influences
Jeremy décrit leur style musical comme « un mélange entre Puggy, Bowie et Queen ». 

## Discographie

### Albums et EP
- 2018 : Get up!, 2018 (EP, certifié disque de platine[3])
- 2019 : Dancing with Moonshine (album)

### Singles
| Titre                                                      | Année | Nombre de pistes | Certification |
| ---------------------------------------------------------- | ----- | ---------------- | ------------- |
| The Age of Man                                             | 2017  | 1                |               |
| Shine on My Way                                            | 2017  | 1                | Or            |
| Get Up (French Edit) (feat. Léa Paci)                      | 2018  | 1                | Platine       |
| Shooting to the Stars                                      | 2018  | 1                |               |
| Would You Stand by Me (French Edit) (feat. Claire Denamur) | 2020  | 1                |               |
| Would You Stand by Me (Remixes)                            | 2020  | 3                |               |
| The Club Will Get You (feat. Jahyanai et Emma Hoet)        | 2022  | 3                |               |
| You're Gonna Want It Now                                   | 2022  | 1                |               |
| Invincible (le champ des possibles) (feat. Benoît Poher)   | 2023  | 1                |               |